# Neodym(II)-chlorid
Neodym(II)-chlorid ist eine anorganische chemische Verbindung des Neodyms aus der Gruppe der Chloride. Zu beachten ist, dass es im Phasendiagramm von Neodym und Chlor zwischen Neodym(II)-chlorid NdCl2 und Neodym(III)-chlorid NdCl3, mit NdCl2,25 und NdCl2,36 zwei weitere nachgewiesene Phasen gibt.

## Gewinnung und Darstellung
Neodym(II)-chlorid kann durch Reduktion von Neodym(III)-chlorid mit Neodym im Vakuum bei 800 bis 900 °C gewonnen werden.
{\displaystyle \mathrm {2\ NdCl_{3}+Nd\longrightarrow 3\ NdCl_{2}} }

## Eigenschaften
Neodym(II)-chlorid ist ein schwarzer Feststoff, der in Pulverform dunkelgrün erscheint. Die Verbindung ist äußerst hygroskopisch und kann nur unter sorgfältig getrocknetem Schutzgas oder im Hochvakuum aufbewahrt und gehandhabt werden. An Luft oder bei Kontakt mit Wasser geht er unter Feuchtigkeitsaufnahme in Hydrate über, die aber instabil sind und sich mehr oder weniger rasch unter Wasserstoff-Entwicklung in Oxidchloride bzw. Neodym(III)-hydroxid verwandeln. Die Verbindung besitzt eine orthorhombische Kristallstruktur vom Blei(II)-chlorid-Typ mit der Raumgruppe Pbnm (Raumgruppen-Nr. 62, Stellung 3).